# 真夏の海
「真夏の海」（まなつのうみ）は、小島麻由美の4枚目のシングル。規格品番：PCDA-00865。1996年6月5日、ポニーキャニオンから発売された。

## 内容
ダブルタイアップを獲得した通算4枚目のシングル。

## 収録曲
全作詞/作曲/編曲：小島麻由美
1. 真夏の海
カルビー「夏ポテト」CF曲。
東北新社配給映画「アタシはジュース」挿入歌。
2. あの娘の彼
3. 真夏の海（オリジナル・カラオケ）